# 상주 취은고택
상주 취은고택(尙州 醉隱古宅)은 대한민국 경상북도 상주시 공성면 봉산리에 있는 고택이다. 2011년 1월 3일 경상북도의 문화재자료 제582호로 지정되었다.

## 개요
상주 공성면 봉산리 골가실 마을에서 세거해 온 여산송씨 정가공파의 고택이다. 500여m에 달하는 토석 담장 안에 안채, 사랑채, 안대문채, 바깥대문채, 우물채, 곳간채의 6동의 건물이 들어서 있다.
문중에 의하면 취은고택은 송량의 손자인 송덕부(宋德溥 ; 1603~1674)가 골가실로 옮겨 정착하여 창건한 후, 그 후손들이 세거하면서 거듭 중수한 건물이라고 한다.
대지주의 주택으로 50여 가구로 둘러싸인 골가실 마을의 중심부에 위치하고 있다. 마을 사람들이 대부분 소작농이었던 까닭에 地主의 집을 중심으로 그 주위에 소작인들의 집이 형성된 독특한 ‘지주중심 농가형마을’의 모습을 보여준다.
약 10,000m2의 넓은 대지를 토석담장으로 일곽을 이루면서 다시 내부담장으로 안채, 사랑채, 문간채 영역을 강하게 한정짓고 농삿일을 위한 커다란 마당영역을 안채 영역 뒤쪽에 둔 것 또한 취은고택이 갖는 독특함이다.
사랑채는 정면 3칸 측면 2칸으로, 평면 우측에는 툇마루와 한 칸 반의 온돌방이 위치하며 좌측에는 2칸의 마루, 2칸의 온돌방으로 배면에 반침을 설치하고 좌측면에 툇마루가 설치되어있다.
안채는 정면 6칸 측면 2칸으로, 좌측 칸은 부엌을 두고 전후 퇴칸을 둔 2칸의 안방과 배면에 퇴칸을 둔 2칸의 대청, 전퇴를 대청마루 보다 한 단 높게 마루를 설치한 건너방으로 배치되어 있다.
취은고택은, 늦어도 19세기 전반에는 현재 남아있는 형태로 중건된, 향촌사회를 주도했던 상당한 경제적 기반을 갖춘 양반 가옥이며, 사랑채와 안채가 건립 당시의 구조와 양식적 특성을 잘 유지하고 있고, 장대한 토석담장과 함께 대지주 주택의 독특한 구성과 기능의 단면을 잘 보여주고 있다. 그러므로 취은고택은 조선시대 지주주택 연구뿐만 아니라 지주주택을 중심으로 형성된 ‘지주중심농가형마을’의 연구에도 가치가 높으므로 안채, 사랑채의 일부 변형된 부분을 원형복원하는 것을 권장하고, 문화재자료로 지정한다.

## 참고 문헌
- 상주 취은고택 - 국가유산청 국가유산포털